# Evangelische Kirche (Herchsheim)

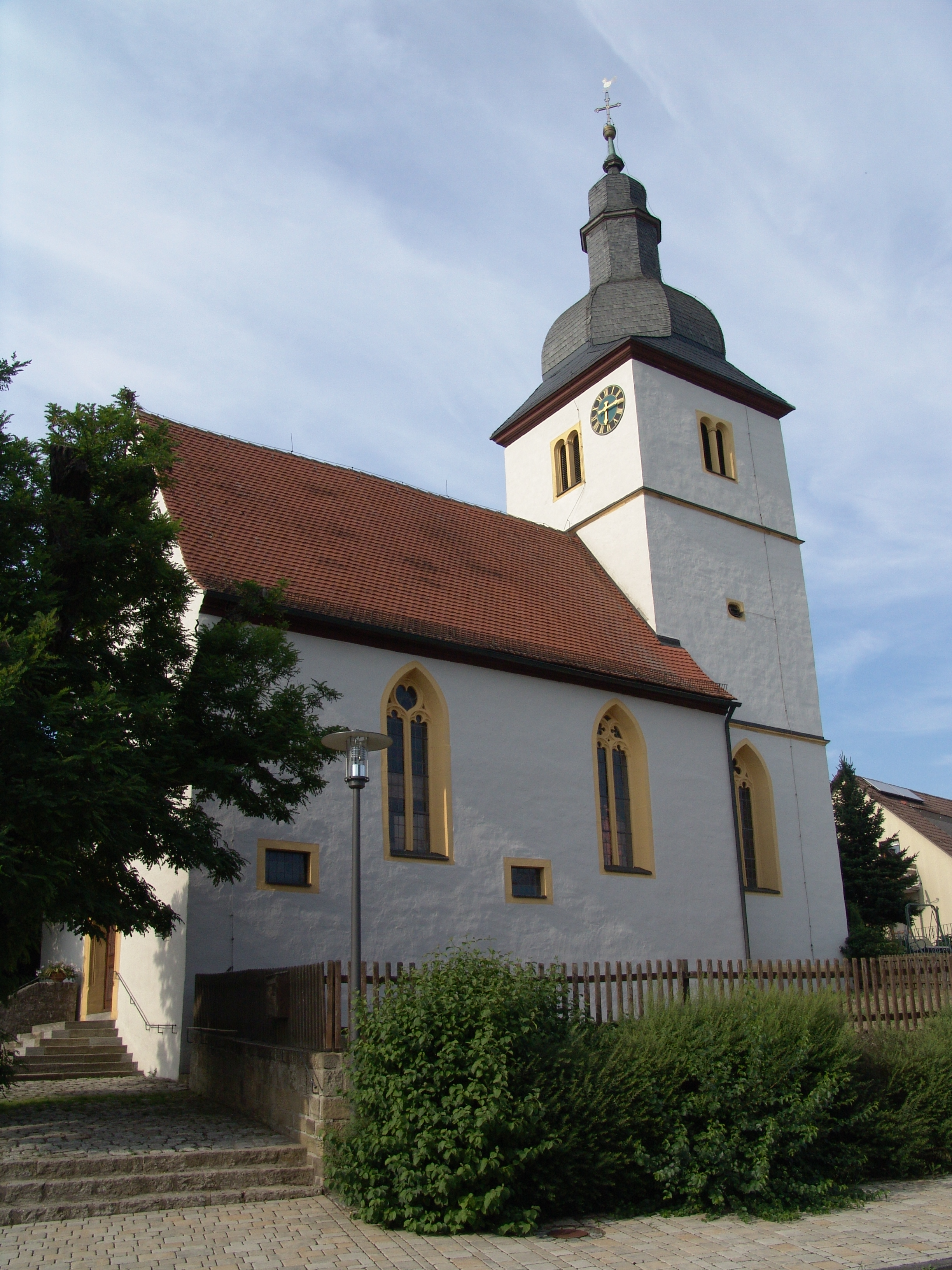
Evangelische Kirche in Herchsheim

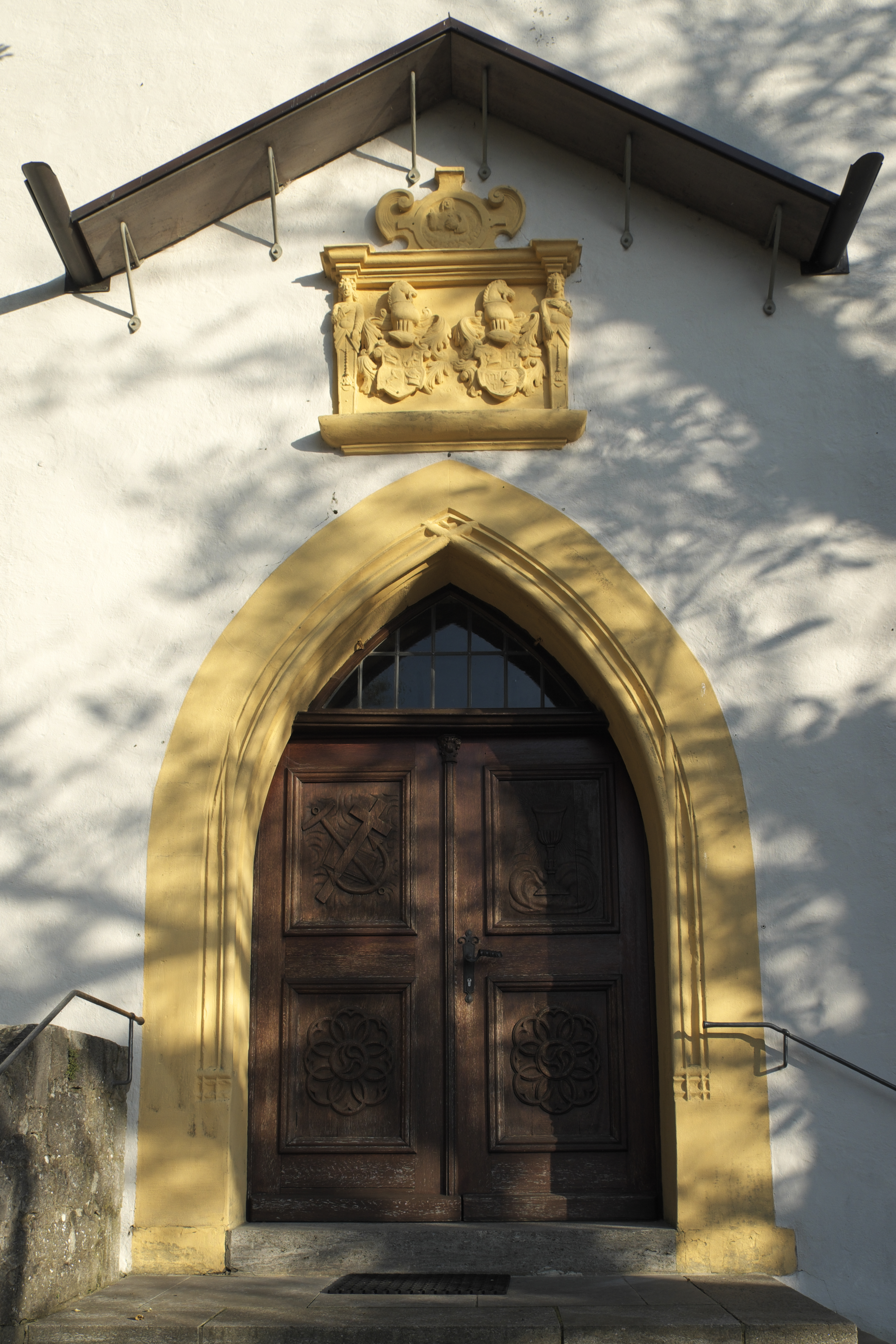
Portal

Die Evangelische Kirche in Herchsheim, einem Gemeindeteil von Giebelstadt im unterfränkischen Landkreis Würzburg im Nordwesten von Bayern, liegt am Kirchplatz 3. Sie ist ein geschütztes Baudenkmal.  Die Pfarrei Giebelstadt–Herchsheim gehört zum Dekanat Würzburg.
In Giebelstadt und Herchsheim wurde im Jahr 1601 die Reformation eingeführt. Die Kirche wurde im Jahr 1613 erbaut. Patronatsherren waren die Freiherren von Zobel.

## Architektur und Ausstattung
Der Saalbau mit Satteldach und einem dreigeschossigen Chorturm im Osten ist nachgotisch. Der Chorturm hat eine welsche Haube. Die Fenster der Kirche sind spitzbogig mit Maßwerk.
Der Altar und die Kanzel wurden von Georg Brenk (1564–1635) geschaffen. Die Emporenbemalung mit Blumen stammt aus der Mitte des 18. Jahrhunderts. Die
Orgel entstand im Jahr 1774 als Werk des Orgelbauers Johann Michael Voit aus Schweinfurt. Die drei Glocken im Kirchturm sind in den Tönen f’ – gis’ – ais’ gestimmt.